# Зандер Кларк
Александер «Зандер» Кларк (англ. Alexander „Zander“ Clark, нар. 26 червня 1992, Глазго) — шотландський футболіст, воротар клубу «Сент-Джонстон».

## Клубна кар'єра
Вихованець клубів «Гамільтон Академікал» та «Сент-Джонстон», підписавши з останнім контракт. Для отримання ігрової практики молодий воротар здавався в оренду до нижчолігових шотландських клубів «Елгін Сіті» та «Квін оф зе Саут».
Кларк дебютував за «Сент-Джонстон» 26 вересня 2015 року, вийшовши на заміну в матчі з «Данді Юнайтед» (2:1) через вилучення основного воротаря Алана Маннуса. Невдовзі після цього було оголошено, що Кларк підписав новий контракт із «Сент-Джонстоном», який розрахований до літа 2018 року. З сезону 2018/19 Зандер став основним воротарем клубу і 2021 року допоміг команд виграти Кубок Шотландії та Кубок ліги, при чому в обох фіналах залишив свої ворота «сухими».

## Виступи за збірну
У серпні 2021 року Кларк отримав свій перший виклик до збірної Шотландії на матчі проти Данії, Молдови і Австрії., втім на поле не виходив. Надалі продовжив викликатись до збірної, де залишався запасним воротарем.

## Досягнення
- Володар Кубка Шотландії: 2020/21
- Володар Кубка шотландської ліги: 2020/21